# Свети Димитрије Солунски
Свети великомученик Димитрије Солунски Мироточиви (грч. Άγιος Δημήτριος της Θεσσαλονίκης; 280–306) је био хришћански светитељ за кога се верује да је живео у Солуну почетком 4. века. Током средњег века, Свети Димитрије је поштован као један од најважнијих православних војника међу светитељима. Слави се 8. новембра по грегоријанском (новом) календару, то јест 26. октобра по јулијанском (старом) календару.
Култ светог ратника Димитрија је распрострањен и код Срба захваљујући великој духовној блискости са грчким народом, где је овај светитељ веома слављен још од времена турске најезде. Димитрије је по очевој смрти наследио војводско звање, а како је васпитаван у хришћанском духу, он је проповедао хришћанство, уместо да га, по заповести и налогу цара Максимијана, истребљује. Цар, сазнавши да је намесник Димитрије хришћанин и да је многе, уместо да их одврати, управо превео у хришћанство, нареди те Димитрије буде прво утамничен а затим избоден копљима, усред молитве. Тело му би бачено, али га хришћани тајно узеше и сахранише. На месту где је свети сахрањен, велможа Леонтије из Илирије, излечен од тешке болести над гробом овог мученика, у знак захвалности подигао је цркву. Приликом ископавања темеља цркве пронађене су мошти Светога великомученика Димитрија.
Свети Димитрије се сматра заштитником Солуна, јер је спасао град од непријатељске војске; исцелитељем болесника и невољника. Руси га такође славе и сматрају покровитељем и заштитником Сибира. Сви православни хришћани и верни славе овог великомученика верујући у његове исцелитељске моћи које су многима помогле.
У Србији и Републици Српској се Свети Димитрије празнује и као крсна слава Митровдан, а у многим крајевима је ово и дан одржавања заветина – преслава. По броју свечара, Митровдан је пета слава у Србији. Градови у Србији Косовска Митровица и Сремска Митровица добили су име по Светом Димитрију Солунском Мироточивом. Многи храмови помесних православних цркава посвећени су овом светитељу ранохришћанске епохе. Међу њима је и саборни храм најмногољудније и најгушће насељене београдске грађанске и црквене општине Нови Београд. Марков манастир, манастир Велика Ремета и манастир Дивљане су му посвећени.
Мошти су скоро осам векова биле у Италији у граду Сан Лоренцо, али су на тражење Грка враћене (већи део) у Солун 1978. (глава) и 1980. већи део остатка моштију.

## Народни обичаји
По томе какво је време на Митровдан, веровало се да ће бити следеће лето. Иначе Митровдан се светкује и као бећарски празник и овчарски дан, јер су се на овај дан исплаћивали бећари – чувари стоке.
Према народном предању, хајдуци су се растајали на Митровдан ради зимске паузе а састајали поново на Ђурђевдан (Ђурђевданак, хајдучки састанак; Митровданак, хајдучки растанак).